# Nagroda im. Grzegorza Białkowskiego
Nagroda im. Grzegorza Białkowskiego – nagroda przyznawana za najwybitniejsze prace doktorskie w zakresie matematyki, fizyki, informatyki, astronomii i chemii, obronione w poprzedzających trzech latach kalendarzowych. Przyznawana jest wspólnie przez Towarzystwo Popierania i Krzewienia Nauk oraz Fundację na rzecz Nauki Polskiej od 1995. Dziedzinę uwzględnianą w konkursie w danym roku oraz termin nadsyłania prac określają corocznie organizatorzy. Rozstrzygnięcie konkursu i ogłoszenie wyników odbywa się w końcu roku kalendarzowego.
Nagrodę finansuje Fundacja na rzecz Nauki Polskiej.

## Laureaci

### Edycja 2003 – fizyka i astronomia
Nagroda I
dr Agnieszka Trzcińska
"Informacje o powierzchni jądrowej uzyskane w drodze analizy promieniowania X atomów antyprotonowych"
Środowiskowe Laboratorium Ciężkich Jonów Uniwersytetu Warszawskiego
promotor: prof. dr hab. Jerzy Jastrzębski
Nagroda w wysokości 14 000 zł.

### Edycja 2002 – nauki chemiczne
Nagroda I
dr Sylwia Rodziewicz-Motowidło
"Badania konformacyjne peptydów z rodziny tachykinin"
Wydział Chemii Uniwersytetu Gdańskiego
promotor: prof. Krzysztof Rolka
Nagroda w wysokości 14 000 zł.

### Edycja 2001 – matematyka i informatyka
Nagroda I
dr Agata Smoktunowicz
"Radykały pierścieni wielomianów"
Instytut Matematyczny PAN w Warszawie
promotor: prof. dr hab. Edmund Puczyłowski
Nagroda w wysokości 14 000 zł.

### Edycja 2000 – fizyka i astronomia
Nagroda I
dr Michał Horodecki
" On compression of quantum information"
(O kompresji kwantowej informacji)
Instytut Fizyki Teoretycznej i Astrofizyki Uniwersytetu Gdańskiego
promotor: dr hab. Ryszard Horodecki
Nagroda w wysokości 14 000 zł.
Wyróżnienie
dr Arkadiusz Wójs
" Struktura elektronowa półprzewodnikowych kropek kwantowych"
(Electronic structure of semiconductor quantum dots)
Instytut Fizyki Politechniki Wrocławskiej
promotor: prof. dr hab. Lucjan Jacak

### Edycja 1999 – nauki chemiczne
Nagroda I
dr Szymon Krzywda
" Badania krystalograficzne mutantów mioglobiny z Sus domesticus"
Wydział Chemii Uniwersytetu Adama Mickiewicza w Poznaniu
promotor prof. dr hab. Mariusz Jaskólski
Nagroda w wysokości 12 500 zł
Wyróżnienia
dr Bartłomiej Furman
" Indukcja asymetryczna w reakcjach {2+2} cykloaddycji izocyjanianu chlorosulfonylowego do chiralnych eterów winylowych"
Instytut Chemii Organicznej PAN
promotor prof. dr hab. Marek Chmielewski
dr Krzysztof Huben
" Fotochemicznie i radiacyjnie indukowane przekształcenia 2-winylobanzaldehydu w izolacji matrycowej"
Wydział Chemiczny Politechniki Łódzkiej
promotor prof. dr hab. Jerzy Gębicki

### Edycja 1998 – matematyka, astronomia, informatyka
Nagroda I
dr Ewa Luiza Łokas
" Statistic and dynamics of large-scale cosmic fields in weakly nonlinear regime"
Centrum Astronomiczne im. Mikołaja Kopernika w Warszawie
promotor dr hab. Roman Juszkiewicz
Nagroda w wysokości 5.000 zł.
Nagroda II
dr Adrian Langer
" Odwzorowania dołączone powierzchni algebraicznych"
Wydział Matematyki, Informatyki i Mechaniki Uniwersytetu Warszawskiego
promotor dr hab. Jarosław Wiśniewski
Nagroda w wysokości 4.000 zł.
Nagroda III
dr Tomasz Kalinowski
" Program execution control in dynamically reconfigurable multiprocessor systems"
Instytut Podstaw Informatyki PAN w Warszawie
promotor doc. dr hab. Marek Tudruj
Nagroda w wysokości 2.500 zł.
Wyróżnienia
dr Stanisław Kasjan
" Typy reprezentacyjne, moduły prinjektywne i forma Titsa"
Wydział Matematyki i Informatyki Uniwersytetu Mikołaja Kopernika w Toruniu
promotor prof. dr hab. Daniel Simson
dr Janusz Gwoździewicz
" Wykładnik Łojasiewicza funkcji analitycznej o zerze izolowanym"
Katedra Matematyki Politechniki Świętokrzyskiej
Promotor prof. dr hab. Arkadiusz Płoski

### Edycja 1997 – fizyka
I Nagroda
Dr Piotr Sitko
Teoria nadprzewodnictwa anyonowego i układów złożonych fermionów
Instytut Fizyki Politechniki Wrocławskiej
promotor: prof. dr hab. Lucjan Jacak.
Nagroda w wysokości 6.000 zł
II Nagroda
Dr Wojciech Królas
Heavy ion deep-inelastic collisions studied by discrete gamma ray spectroscopy
Instytut Fizyki Jądrowej im. H. Niewodniczańskiego w Krakowie
promotor: prof. dr hab. Rafał Broda.
Nagroda w wysokości 4.000 zł
Wyróżnienie
Dr Piotr Jaranowski
Analysis of the gravitational wave signal from a compact binary system
Instytut Fizyki Filii Uniwersytetu Warszawskiego w Białymstoku
promotor: dr hab. Andrzej Królak z Instytutu Matematycznego PAN w Warszawie

### Edycja 1996 – chemia
Nagroda I stopnia
Dr Wojciech Tomasz Góźdź
Statistical Thory of Mixtures with surfactants
Instytut Chemii Fizycznej Polskiej Akademii Nauk, Warszawa,
promotor: doc.dr hab. Robert Hołyst
Nagrody II stopnia
Dr Mirosław Karbowiak
Synteza, struktura, własności stereoskopowe i magnetyczne związków kompleksowych uranu (III)
Wydział Chemii Uniwersytetu Wrocławckiego,
promotor: prof. Janusz Drożdżyński
Dr Zbigniew Pakulski
Nowa stereoselektywna synteza deoksycukrów z wykorzystaniem kompleksu Acetylo-żelazowego i aldehydów Mono-sacharydowych
Instytut Chemii Organicznej Polskiej Akademii Nauk, Warszawa,
promotor: prof. Aleksander Zamojski
Wyróżnienia
Dr inż. Włodzimierz Mozgawa
Zastosowanie spektroskopii w podczerwieni w badaniach struktury szkieł z układu K2O-Al2O3-SiO2
Wydział Inżynierii Materiałowej i Ceramiki Akademii Górniczo-Hutniczej, Kraków,
promotor: prof. Mirosław Handke
Dr Piotr Raubo
Stereo-kontrolowane syntezy 1,2-dioli i polioli z zastosowaniem związków krzemo-organicznych
Instytut Chemii Organicznej Polskiej Akademii Nauk, Warszawa,
promotor : prof. Jerzy Wicha

### Edycja 1995 – matematyka, fizyka, astronomia
Nagroda I stopnia
Dr Piotr Hajłasz
Aproksymacja przekształceń Sobolewa
Wydział Matematyki, Informatyki i Mechaniki Uniwersytetu Warszawskiego, promotor: prof. Bogdan Bojarski
Nagroda II stopnia
Dr Izabella Grzegory
Warunki krystalizacji związków AIIIN w wysokim ciśnieniu azotu
Centrum Badań Wysokociśnieniowych Polskiej Akademii Nauk, Warszawa, promotor: prof. Sylwester Porowski
Nagroda III stopnia
Dr Adam Miranowicz
Superpozycje stanów, rozkłady fazowe i quasi-prawdopodobieństwa kwantowych pól optycznych
Wydział Fizyki Uniwersytetu im. Adama Mickiewicza w Poznaniu
promotor: prof. Ryszard Tanaś
Dodatkowo jury przyznało 9 honorowych wyróżnień.